# Fake Sugar
Fake Sugar è il primo album in studio da solista della cantante statunitense Beth Ditto, pubblicato il 16 giugno 2017.

## Tracce
Testi e musiche di Beth Ditto e Jennifer Decilveo, eccetto dove indicato.
1. Fire – 3:10
2. In and Out – 3:41
3. Fake Sugar – 3:30
4. Savoire Faire – 3:38
5. We Could Run – 3:30
6. Oo La La – 3:46 (Beth Ditto, Garrett Lee)
7. Go Baby Go – 3:04
8. Oh My God – 4:45
9. Love in Real Life – 4:05
10. Do You Want Me To – 3:09
11. Lover – 3:37 (Beth Ditto, Chris Braide)
12. Clouds (Song for John) – 2:31

## Formazione
Musicisti
- Beth Ditto – voce
- Chris Bruce – chitarra
- Jennifer Decilveo – basso
- David Levita, Jason Orme – basso, chitarra
- Michael Shuman – basso
- Sam Kauffman-Skloff – tamburi

Produzione
- Jennifer Decilveo – produzione, programmazione, strumentazione
- Michael Brauer – missaggio
- Joe La Porta – mastering
- Cian Riordan – ingegneria del suono
- Nicole Frantz – direzione artistica
- Katie Moore – direzione artistica, design
- Mary McCartney – fotografia